# Cục Thống kê Quốc gia
Cục Thống kê Quốc gia (tiếng Trung: 国家统计局) là một cơ quan trực thuộc Quốc vụ viện. Được thành lập vào tháng 8 năm 1952, Cục chịu trách nhiệm thu thập, điều tra, nghiên cứu và công bố số liệu thống kê liên quan đến nền kinh tế, dân số quốc gia và các khía cạnh khác của xã hội. Cục trưởng hiện nay là Khang Nghĩa từ tháng 3 năm 2022.